# Gnojnik (plaats)

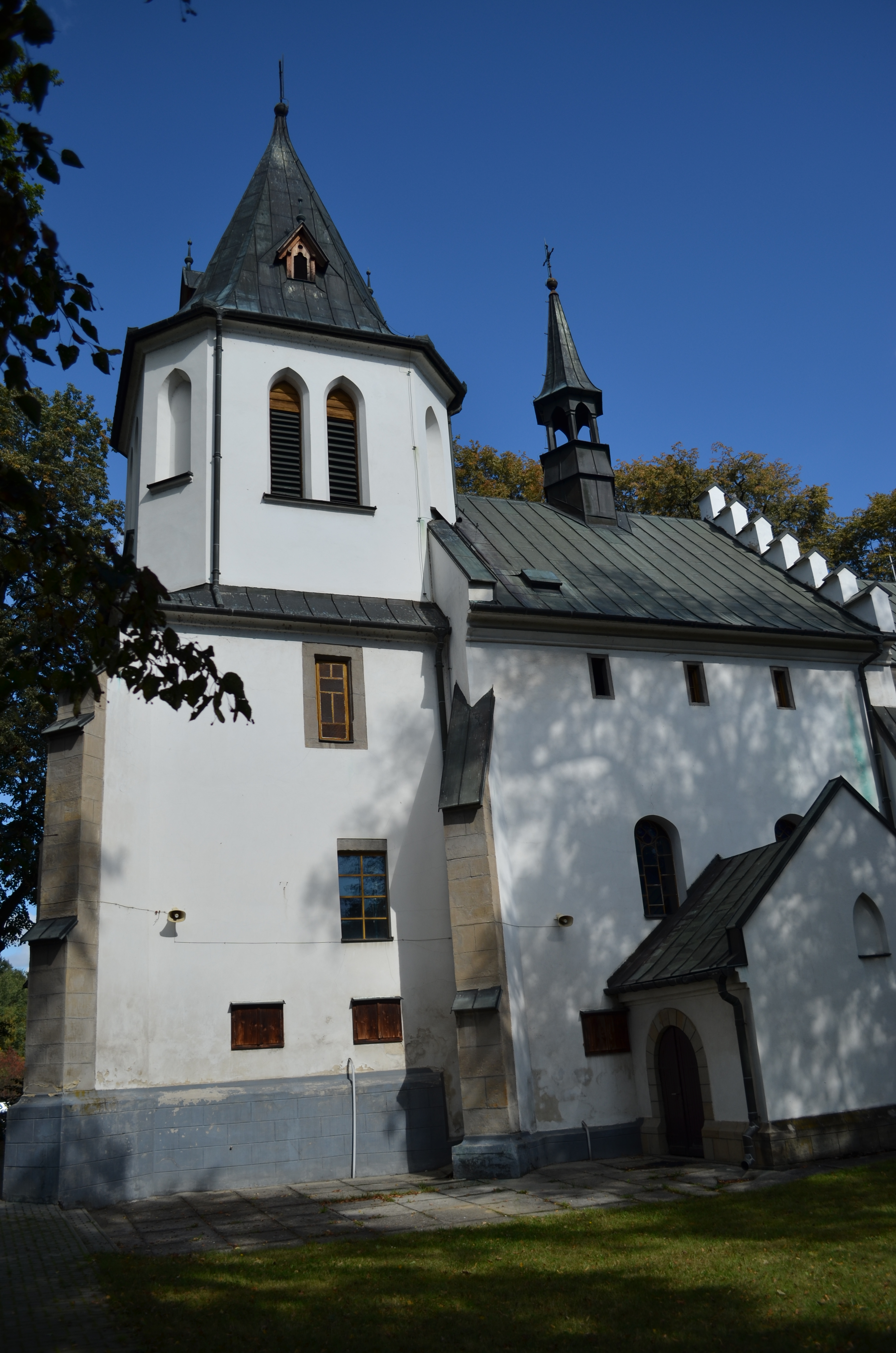
Parochiekerk van Gnojnik

Gnojnik is een dorp in de Poolse woiwodschap Klein-Polen. De plaats maakt deel uit van de gemeente Gnojnik en telt ca. 2000 inwoners(2006) .